# Підглядач (фільм, 1994)
«Підглядач» (італ. L' Uomo Che Guarda; інша назва — «Людина, яка дивиться») — еротична драма Тінто Брасса, знятий на основі роману Альберто Моравіа «Підглядач». Фільм став своєрідним негласним маніфестом Тінто Брасса в середині 1990-х років XX століття.
Цей фільм, як і багато інші фільми Тінто Брасса, знятий вкрай реалістично, в ньому присутні відверті еротичні сцени. На цей раз режисер намагається розкрити природу пристрасті і бажання людей, виявити зв'язок різних почуттів та емоцій.
Головні ролі у фільмі виконали Катаріна Васілісса, Франческо Казале і Франко Бранчіаролі. Прем'єра фільму відбулася 27 січня 1994 року в Італії.

## Сюжет
Едуардо на прізвисько Додо — молодий викладач літератури в одному з університетів Риму. Едуардо впадає в стан депресії — він підозрює, що його приголомшливо красива молода дружина Сільвія з кимось йому зраджує. Для того, щоб позбутися від душевних страждань, Едуардо постійно декламує вірші Бодлера. Едуардо також спілкується зі своєю улюбленою студенткою і красунею Пасказі, але і це йому не допомагає.
Прогулюючись пляжем, Едуардо зустрічає жебрака халамидника і розмовляє з ним про свою проблему. Незнайомець каже йому: «Не намагайся дізнатися про свою дружину. Часто брехня допомагає утримувати сімейні узи, а правда руйнує шлюб». Едуардо ж відповідає йому рядками Бодлера: «Яка дурна буває людина, ототожнюючи честь з любов'ю».
У Едуардо є батько Альберто, який серйозно хворий і насилу пересувається. За батьком доглядає медсестра. Син відвідує свого батька і з'ясовується, що батько виявляється тим самим коханцем Сільвії, про який хотів дізнатися Едуардо. Тепер син з батьком намагаються вирішити цю делікатну ситуацію.

## В ролях
- Головні ролі
  - Катаріна Васілісса — Сільвія
  - Франческо Казале — Додо
  - Франко Бранчіаролі — Альберто
  - Рафаелла Оффідані — Пасказі
  - Крістіна Гаравалья — Фауста
- Другорядні ролі
  - Антоніо Салінес — доктор
  - Мартін Брошар — графиня
  - Тед Русофф
  - Габрі Креа
  - Еріка Савастані
  - Елеонора де Грассі
  - Марія ля Роза
  - Паоло Мурано
  - Маттео
  - Лулу
  - Тінто Брас — професор, підглядач (немає в титрах)